# フラヴィウス・ダニリウク
フラヴィウス・ダーヴィト・ダニリウク（Flavius David Daniliuc, 2001年4月27日 - ）は、オーストリア・ウィーン出身のサッカー選手。エラス・ヴェローナFC所属。オーストリア代表。ポジションはDF。

## クラブ経歴
FCアドミラ・ヴァッカー・メードリングのユースで早速頭角を表し、SKラピード・ウィーンのユースを経て2011年にレアル・マドリードのカンテラに加入するも、スペインでの環境に馴染めず、2015年に同胞のダヴィド・アラバの勧めでFCバイエルン・ミュンヘンのユースに加入。2017年にU-19ユースチームに昇格すると、有望株と注目され、2018年10月にはイギリスの有力メディアザ・ガーディアンが選ぶ「将来有望な若手選手60人」の一人に選出される。2019年に傘下のFCバイエルン・ミュンヘンIIに昇格した。
2020年6月18日、OGCニースと契約。加入後最終ラインに定着し、2021年2月17日のスタッド・レンヌ戦ではプロ初ゴールを決めた。
2022年8月29日、USサレルニターナ1919と4年契約と結んだ。
2024年1月31日、レッドブル・ザルツブルクにレンタル移籍した。
2024年8月31日、イタリア・セリエAのエラス・ヴェローナFCにレンタル移籍した。

## 代表歴
プロデビュー前の2015年から、各ユース世代のオーストリア代表に招集されている。

## 人物
- 両親はルーマニアのスチャヴァ出身で、1989年に勃発した東欧革命を機にオーストリアに亡命したという[要出典]。